# Zöldfarkú aranybegy
A zöldfarkú aranybegy (Polytmus theresiae)  a madarak (Aves) osztályának a sarlósfecske-alakúak (Apodiformes) rendjéhez és a kolibrifélék (Trochilidae) családjához tartozó faj.

## Rendszerezése
A fajt Emilio Joaquim da Silva Maia brazil orvos és természettudós írta le 1843-ban, a Ornismya nembe Ornismya theresiae néven is.

## Alfajai
- Polytmus theresiae leucorrhous P. L. Sclater & Salvin, 1867
- Polytmus theresiae theresiae (Da Silva Maia, 1843)[2]

## Előfordulása
Brazília, Ecuador, Francia Guyana, Guyana, Kolumbia, Peru, Suriname és Venezuela területén honos. Természetes élőhelyei a szubtrópusi és trópusi síkvidéki esőerdők, mangroveerdők, szavannák és szezonálisan elárasztott gyepek, valamint másodlagos erdők. Állandó, nem vonuló faj.

## Megjelenése
Testhossza 10 centiméter.
|  |

## Természetvédelmi helyzete
Az elterjedési területe rendkívül nagy, egyedszáma pedig ismeretlen. A Természetvédelmi Világszövetség Vörös listáján nem fenyegetett fajként szerepel.